# Полосатые травяные мыши
Полосатые травяные мыши (лат. Lemniscomys) — род грызунов семейства мышиных.
Длина тела 8—14 см, хвост длиной 8—16 см, вес 18—68 граммов. Грубый мех окрашен сверху от тёмно—серого до тёмно—коричневого, низ от беловатого до светло—серого. На спине есть одна или несколько тёмных полос, различного характера.
Большинство видов проживают в Африке южнее Сахары, единственный вид, обитающий на севере Сахары — Lemniscomys barbarus. Как правило, они находятся в травянистых местах проживания.
Они строят сферические гнёзда из листьев и трав, которые висят в высокой траве или низких кустарниках. Они не роют норы, но прячутся от опасности в норы, созданные другими животными. Едят семена трав, иногда насекомых. Ведут преимущественно дневной, есть также сообщения о сумеречном или ночном образе жизни. Одиночные животные. Потенциальная продолжительность жизни составляет четыре-пять лет, в дикой природе вероятно, этот возраст, почти никогда не достигается.
Размножение происходит во время сезонов дождей, которые продолжаются с апреля по июнь в Восточной Африке и с сентября по декабрь. В эти периоды может быть несколько помётов. В помёте до 12, но чаще 4—5 детёнышей.

## Виды
- Барбарийская полосатая мышь (Lemniscomys barbarus)
- Полосатая мышь Беллье (Lemniscomys bellieri)
- Ангольская полосатая мышь (Lemniscomys griselda)
- Мышь Хугстрааля (Lemniscomys hoogstraali)
- Сенегальская однополосая мышь (Lemniscomys linulus)
- Крапчатая мышь (Lemniscomys macculus)
- Мышь Миттендорфа (Lemniscomys mittendorfi)
- Однополосая травяная мышь (Lemniscomys rosalia)
- Полосатая мышь Розвира (Lemniscomys roseveari)
- Полосатая мышь (Lemniscomys striatus)
- Lemniscomys zebra